# Comuna Zapsillea, Krasnopillea
Zapsillea (în ucraineană Запсілля) este o comună în raionul Krasnopillea, regiunea Sumî, Ucraina, formată din satele Velîka Rîbîțea și Zapsillea (reședința).

## Demografie
Componența lingvistică a comunei Zapsillea
     Ucraineană (95,17%)
     Rusă (4,68%)
     Alte limbi (0,07%)
Conform recensământului din 2001, majoritatea populației comunei Zapsillea era vorbitoare de ucraineană (95,17%), existând în minoritate și vorbitori de rusă (4,68%).